# Vincenzo Monti (poète)
Pour les articles homonymes, voir Monti et Vincenzo Monti.
Vincenzo Monti, né le 19 février 1754 à Alfonsine et mort le 13 octobre 1828 à Milan, est un poète, écrivain, dramaturge et traducteur italien.
Il est communément reconnu comme le principal représentant du néoclassicisme italien, bien que sa production comporte différents styles littéraires parfois proches de la sensibilité romantique.
En tant que traducteur, il est renommé pour la traduction de l'Iliade. Il a été au service aussi bien de la cour papale que de celle napoléonienne.

## Biographie
Vincenzo Monti naquit le 19 février 1754, une ville située dans l'actuelle province de Ravenne, en Émilie-Romagne, alors dans les États pontificaux. Fils de Fedele et Domenica Maria Mazzari, des propriétaires fonciers. Il fit ses premières études à Fusignano, puis il fut envoyé au séminaire de Faenza où il porta l’habit ecclésiastique, ce qui lui valut d’être longtemps appelé l’abbé Monti, bien qu’il n’eût reçu aucun des ordres sacrés. Pour nous servir d’une expression usitée dans les collèges, Monti était alors en rhétorique, mais son application fut loin de s’accorder avec la précocité de ses talents, car le supérieur du séminaire, voyant le peu de progrès du jeune élève, écrivit à ses parents de le retirer, ce qui eut lieu en effet. Rentré sous le toit paternel et obligé, pour complaire à sa famille, de s’occuper de travaux d’agriculture, Monti sentit l’énorme différence qui existe entre ces occupations et celles qu’on lui imposait au collège ; une réaction s’opéra en lui, et il revint avec amour aux classiques latins qu’il n’avait d’abord étudiés qu’avec peine. Il fit de Virgile son auteur favori, et cette prédilection dura toute sa vie. Ce fut à cette époque qu’il publia quelques élégantes élégies latines, mentionnées avec éloge dans l’Emilia de l’abbé Girolamo Ferri, célèbre latiniste du XVIIIe siècle. Malgré les instances de son père qui le pressait d’opter entre la médecine et le droit, puisqu’il ne se sentait pas de vocation pour l’état ecclésiastique, il continua de se livrer à la lecture des plus grands poètes latins et italiens. Fort de ces études préliminaires, il mit en vers, étant à peine âgé de seize ans, la Prophétie de Jacob à ses fils. Ce premier essai se ressentait du mauvais goût de l’école de Frugoni ; mais dans La visione di Ezechiello, qu’il écrivit deux ans après, il s’affranchit tout à fait, et revint aux saines traditions des classiques. Monti était alors à Ferrare, où il suivait le cours de belles-lettres du poète Onofrio Minzoni. Il s’y fit une certaine réputation par les pièces de vers dans lesquelles il célébrait, selon l’usage en Italie, le mariage, l’entrée en religion, ou autres évènements qui concernaient ses amis ou connaissances. Le succès de ces poésies d’occasion lui valut d’être présenté au cardinal Borghese, légat de Ferrare, qui le prit sous sa protection et le conduisit à Rome. Là il ne tarda pas à se lier avec les hommes les plus éminents par leurs talents et leurs dignités : tels que le cardinal Spinola, gouverneur de Rome, auquel il adressa un beau sonnet ; le prélat Nardini, secrétaire des lettres latines de Pie VI ; le savant Ennius Quirinus Visconti, l’opulent banquier Gnudi, et le neveu du pape, Louis Braschi, qui se l’attacha en qualité de secrétaire, après avoir lu la Prosopopea di Pericle qui est un manifeste officieux du néo-classicisme. Le petit poème du Pèlerin apostolique, fait en 1789 à l’occasion du voyage de Pie VI à Vienne, et l’Ode à Montgolfier, qui avait lancé le premier ballon à Avignon, alors territoire pontifical, ajoutèrent aux triomphes de Monti et furent la source de nouvelles faveurs. Il en eût joui paisiblement si son esprit satirique et impatient de toute critique ne lui avait fait écrire des invectives contre plusieurs membres de l’Académie d'Arcadie, à laquelle il appartenait lui-même. On répliqua sur le même ton. La lutte s’anima, et Monti eut plusieurs fois à se repentir de la polémique d’injures qu’il avait commencée et qui se prolongea pendant tout son séjour à Rome. A ces fréquents déboires s’étaient joints les tourments de l’envie. Alfieri était à Rome ; plusieurs de ses pièces, représentées dans les salons de l’ambassadeur d’Espagne José Nicolás de Azara, par l’auteur lui-même et par des personnes appartenant à la haute aristocratie, avaient été fort bien accueillies. En 1787 Monti fit représenter une tragédie intitulée Aristodème. Cette pièce, quoique inférieure aux chefs-d’œuvre d’Alfieri, renferme cependant de rares beautés. Le caractère du principal personnage est bien tracé, les passions y sont décrites avec force et vérité, les vers en sont harmonieux, souples et nerveux ; mais on y trouve l’histoire défigurée, la fable trop horrible, et un défaut sensible d’action. Cette tragédie, dans l’état d’hostilité ouverte de l’auteur avec un grand nombre d’écrivains, devait essuyer et essuya de nombreuses critiques ; Monti les considéra comme l’effet des intrigues d’Alfieri, et sa haine jalouse ne fit que s’accroître. Ne sachant comment se venger, il répliqua sur les mêmes rimes au célèbre sonnet, dans lequel Alfieri avait stigmatisé le gouvernement papal, et qui commence ainsi :

« Vuota, insalubre region che stato 
Ti vai nomando, etc. »

« (Vide, insalubre contrée, qui te fais appeler État.) »

Cette réplique, en donnant essor à sa mauvaise humeur, avait de plus l’avantage de plaire au pape, au clergé et aux patriciens. Aussi, après l’assassinat de Nicolas-Jean Hugou de Bassville, envoyé de la république française, quelques membres du gouvernement pontifical, trouvant le sujet poétique et convaincus du dévouement comme du talent de Monti, le chargèrent de célébrer ce triste événement par un poème conforme à leurs vues politiques. Monti se mit à l’œuvre, et au bout de quinze jours il publiait la Bassvilliana, poème en quatre chants, qui excita l’étonnement général. On a, en effet, peine à croire que si peu de temps ait pu suffire pour écrire un ouvrage si étendu et d’une facture si parfaite. Aux éloges, d’abord unanimes, succéda bientôt la critique qui s’attacha surtout à faire ressortir ce que le sujet avait d’odieux. Monti répondit par l’Apostrophe à Quirinus. Ce fut aussi pour le gouvernement papal qu’il composa deux autres poèmes, la Musogonia et la Féroniade ; mais on les connaît peu tels qu’ils furent faits à cette époque, parce que l’armée française étant venue renverser le gouvernement papal, Monti, qui abandonna Rome alors et qui finit par faire sa cour à Bonaparte, retira tout ce qu’il pouvait rester d’exemplaires, de sa première édition, et en donna une autre où il retourna contre les souverains coalisés, et particulièrement contre l’empereur d’Autriche, les invectives qu’il avait lancées contre Bonaparte et son armée. Après avoir séjourné quelque temps à Florence, puis à Bologne, et enfin à Ferrare, où il fit le poème de Prométhée, Monti s’était rendu à Milan et y avait obtenu l’emploi de secrétaire du directoire de la république cisalpine. Envoyé commissaire en Romagne avec l’avocat Oliva, il fut accusé auprès du grand conseil de se conduire en Verrès ; mais ses vers lui concilièrent l’indulgence des législateurs et il conserva ses emplois. Ce qui lui mérita surtout la faveur des directeurs cisalpins, ce fut un sonnet en l’honneur de la liberté révolutionnaire qu’il lut chez Giovanni Paradisi et qu’on trouva merveilleux. Bonaparte qui était présent, proclama l’auteur un des plus grands génies de l’Italie. La 1re édition de la Musogonia, publiée à Rome en 1796, ayant presque entièrement disparu, Monti fit à Milan, en 1798, celle dont Bonaparte devait être le héros. Lors de l’invasion des Austro-Russes en 1799, il fut au nombre des révolutionnaires italiens qui vinrent chercher un refuge en France, il y resta jusqu’à ce que Bonaparte eût, à la suite de la bataille de Marengo, rétabli la république cisalpine. Revenu à Milan, Monti publia la tragédie de Caius Gracchus et trois chants d’un poème sur la mort de Mascheroni, célèbre mathématicien, qui avait été son ami. Les vers en furent admirés presque autant que ceux de la Bassvilliana ; mais quelques traits satiriques ayant déplu, l’auteur crut prudent de ne pas achever son poème. Il fut alors nommé professeur de belles-lettres au collège de Milan qui porte le nom de Brera ; mais il n’y donna aucune leçon, parce qu’il fut bientôt nommé professeur d’éloquence à l’université de Pavie, où il ne parut guère que pour faire des discours d’ouverture. Monti célébra, dans un poème intitulé la Vision, le couronnement de Napoléon comme roi d’Italie, en 1805.

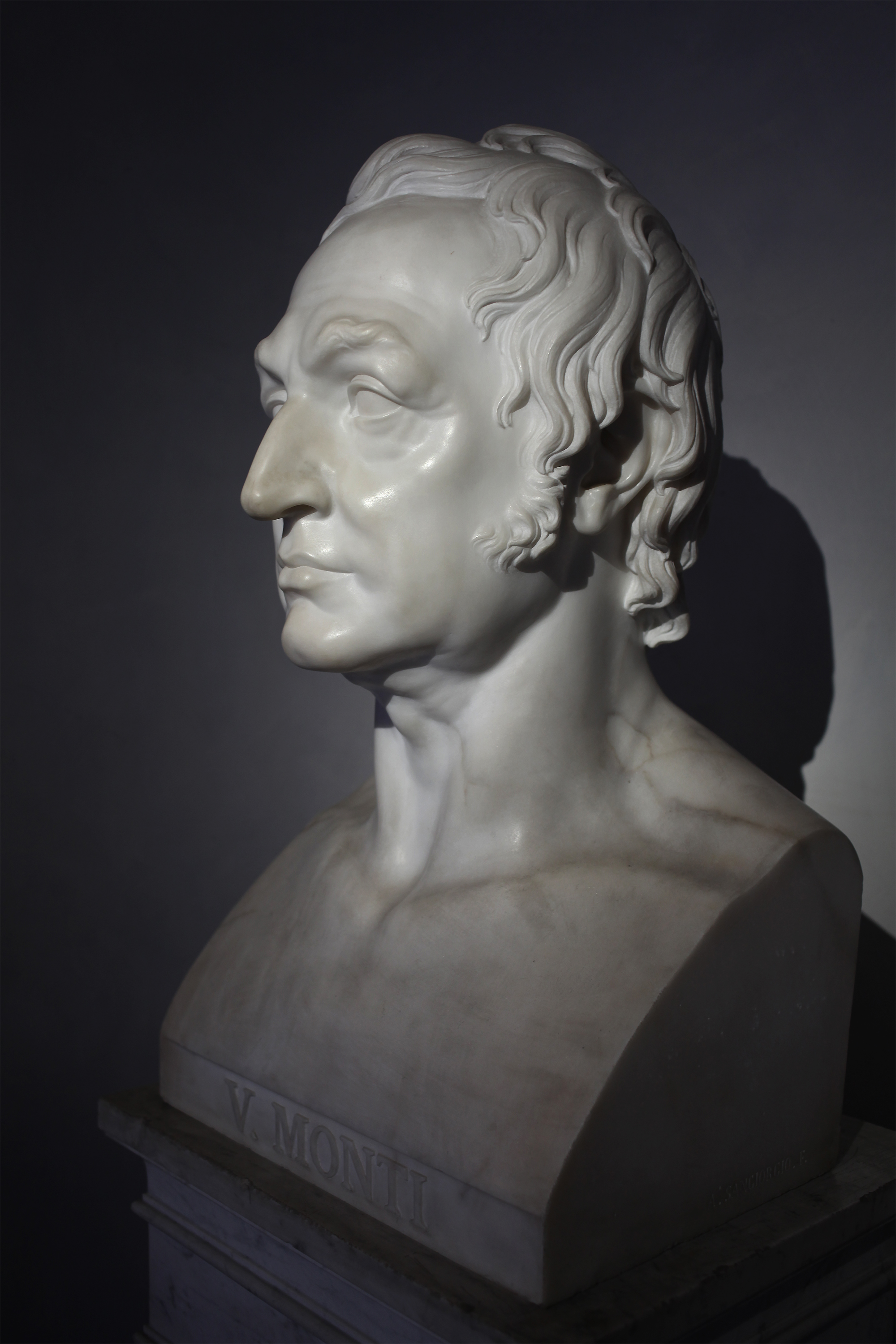
Abbondio Sangiorgio, Buste de Vincenzo Monti (1833)

L’empereur l’en récompensa par le titre d’historiographe. C’était le charger de chanter ses exploits ; le poète s’en acquitta dans le Barde de la Forêt Noire, dont les six premiers chants parurent en 1806 ; production aussi bizarre par l’invention que par le mélange des divers genres de poésie ; elle fut vivement critiquée en France dans La Décade philosophique, le Journal de l’empire, et plus encore en Italie. Monti, selon sa coutume, répliqua très-vivement dans un opuscule en forme de lettre adressé au P. Saverio Bettinelli. Le 5 octobre 1806, lors de l'inauguration de la Loge Reale Eugenio à Milan, Vincenzo Monti (qui est franc-maçon), y récite la cantate L'asilo della Verità. C’est aussi à cette époque que remontent ses démêlés avec le poète Angelo Mazza. Abreuvé de dégoûts, il se rendit à Naples près du nouveau roi, Joseph Bonaparte, essaya d’y continuer son Bardo et en publia le septième chant, dans lequel il inséra beaucoup d’éloges de Joseph ; mais cette suite ne fut pas plus heureuse que les six premiers chants. Pour remplir, après son retour à Milan, sa charge de poète de la cour, il fit des pièces de vers à chaque accouchement de la vice-reine ; il composa une ode sur l’Epée de Frédéric, enlevée par Napoléon ; un hymne intitulé l’Hiérogamie, sur le second mariage de l’empereur, et les Api Panacride, sur la naissance du roi de Rome. Il avait en même temps donné divers drames pour être mis en musique, lesquels, représentés sur le théâtre de la Scala, eurent peu de succès, quoique la poésie en fût belle. Il publia ensuite une traduction en vers des Satires de Perse et une autre de l’Iliade d’Homère. Dans la préface de cette dernière, Monti avoua qu’il ne connaissait pas un iota de la langue grecque, et qu’il avait étudié son modèle dans les traducteurs et commentateurs latins. Cet aveu donna lieu à l’helléniste Ugo Foscolo, qui avait aussi fait une traduction en vers de l’Iliade, de décrier le travail de son rival. Cependant la traduction de Monti est, sans contredit, la meilleure des nombreuses traductions d’Homère que possède l’Italie ; elle est due à une discussion qui eut lieu à Rome chez le cardinal Ruffo, entre Monti et Saverio Mattei. Celui-ci soutenait qu’on ne pouvait convenablement traduire l’Iliade en italien, Monti se chargea de prouver le contraire par le fait ; et les plus savants hellénistes conviennent qu’il a parfaitement rempli sa tâche. Indépendamment des honneurs dont nous avons déjà vu ce poète revêtu, il avait été nommé assesseur au ministère de l’intérieur à Milan, membre de l’institut italien et chevalier des ordres de la Légion d’honneur et de la Couronne de fer.
Après la chute de Napoléon en 1815, Vincenzo Monti tente de se rapprocher du régime autrichien avec ses derniers poèmes « Il mistico omaggio » et « Il ritorno di Astrea », avant de se consacrer pendant ses dernières années de vie au développement de la linguistique italienne. N’ayant pas été appelé par les académiciens de la Crusca au nombre des savants qui devaient prendre part à la refonte du dictionnaire italien, Monti publia en 1817, conjointement avec Giulio Perticari, qui avait épousé sa fille unique, les Proposte d’alcune correzioni ed aggiunte al vocabolario della Crusca. Cet ouvrage, dédié au marquis Trivulce, devint l’occasion d’une vive polémique entre les champions du classique et ceux du romantique; mais les hommes sages convinrent que plusieurs des modifications proposées par l’auteur étaient utiles et même nécessaires. Ce fut la dernière production importante de Monti. Depuis cette époque il n’écrivit plus que des articles pour la Biblioteca italiana, quelques opuscules en prose et des pièces éphémères, demandées par ses amis pour les occasions solennelles. Grâce aux instances d’un barnabite de Monza, il revint sincèrement aux principes du catholicisme ; sa conversion eut la plus grande publicité.
Monti mourut à Milan, le 13 octobre 1828, à l’âge de 74 ans. Les plus grands honneurs furent rendus à sa mémoire ; un monument lui fut élevé par souscription et son buste placé dans l’académie de Milan. Il avait épousé à Rome, en 1795, Thérèse Pikler, fille d’un célèbre graveur. Il était de haute taille, d’une physionomie expressive et d’un tempérament robuste, mais il fut dans les dernières années de sa vie affligé d’une surdité incommode. Quoique la trempe irascible de son caractère et l’inurbanité de sa polémique lui eussent fait des ennemis, tels que Alfieri, Mazza, Ugo Foscolo, Francesco Gianni, etc., il finit par obtenir la justice due à ses talents, et il reçut les surnoms de Dante ingentilito, Dante redivivo, qui ne lui furent pas contestés. Monti est le poète de la forme par excellence : ce qu’il recherche avant tout, c’est l’harmonie. Ne sachant pas le grec, il avait fait une étude approfondie du latin, et l’on s’en aperçoit aisément dans plusieurs passages de ses productions. On chercherait vainement de l’unité dans sa poésie ; quoique classique par système, il se laissa souvent entraîner vers la route du romantisme, entre autres dans la tragédie de Manfred. Si l’on considère Monti comme poète épique, il faut avouer qu’il ne possédait pas le talent de raconter proprement dit, et qu’il était incapable de juger impartialement les hommes et les choses. Ce défaut, qui sans doute doit être attribué à l’absence de profondes convictions, est patent dans la Bassvilliana, la Mascheroniana, la Musogonia, le Bardo et Prometeo. Cependant la plupart de ses poèmes seront immortels, grâce à la suave pureté du style, à une versification à la fois simple et majestueuse, nerveuse et flexible. Monti n’a donné que trois tragédies : Aristodemo, Caio Gracco et Manfredi ; la première est sans contredit la meilleure ; on trouve de belles tirades dans les deux autres, mais aussi de fréquents anachronismes dans les mœurs et le langage que l’auteur prête aux personnages qu’il met en scène. Manfredi peut être regardé comme une ébauche de tragédie classique ; Caio Gracco comme un essai de tragédie romantique, et Aristodemo, malgré ces défauts, comme une tragédie au-dessus de tout système, une vraie tragédie. Parmi ses drames lyriques, Teseo est le seul qui puisse rivaliser avec les pièces de Pietro Metastasio. Mais le genre le plus propre à Monti, celui qui le recommande davantage à l’admiration de la postérité, c’est le genre lyrique. Tout le monde connaît l’ode admirable Bella Italia, amate sponde pur vi torno a riveder, dont il salua l’Italie en 1800, lorsqu’il lui fut permis de rentrer dans sa patrie. Les œuvres de ce poète ont été plusieurs fois réimprimées, et quelques-unes de ses pièces traduites en français, entre autres le Barde de la Forêt Noire, par Jacques-Marie Deschamps, Paris, 1807, in-8°; la tragédie de Gracchus, par Auguste Trognon ; la Bassvilliana, par Joseph Martin, sous ce titre : Le 21 janvier 1793, Paris, 1817, in-8°.

## Critique

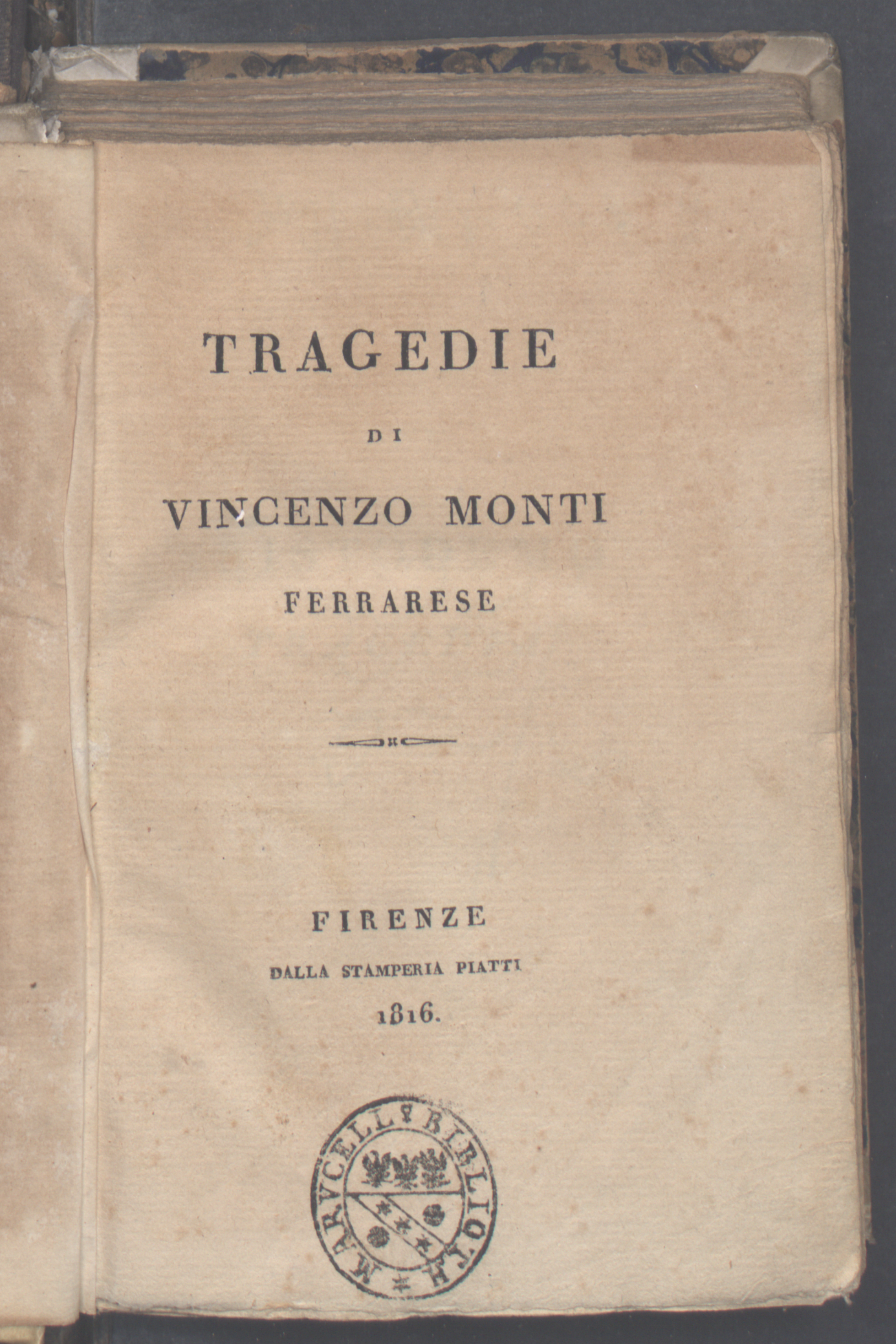
Tragedie, 1816

La critique a donné des opinions différentes sur la valeur du poète. Deux facteurs sont généralement pris en compte : 
- le manque d'authenticité et d'idéaux,
- ses compétences techniques élevées,

Dans la rapide mutation politique qui caractérise son époque, Vincenzo Monti ne semble pas être à la hauteur de ses idéaux.
Son comportement politique est changeant, D'abord il s'oppose à la Révolution française, puis affiche son soutien à Napoléon Ier, puis finalement devient partisan de l'Empire autrichien.
Dans le même contexte, la critique lui reproche un manque de sincérité dans l'expression de ses sentiments dans ses œuvres et de s'occuper uniquement des aspects formels de ses productions.
Dans une période caractérisée par l'idéal politique fort du Risorgimento et les  passions intérieures du romantisme, les représentants de la littérature italienne comme Ugo Foscolo et Giacomo Leopardi considèrent ces défauts impardonnables, car à leur avis, un poète ne doit jamais renoncer à ses croyances en échange d'avantages pratiques et la technique littéraire aussi raffinée soit elle doit s'effacer derrière un contenu digne.

## Note
1. ↑  Christian Bec et François Livi, La littérature italienne : De l’Arcadie au « Risorgimento » (XVIIIe – XIXe siècles), 2003, 127 p. (ISBN 978-2-13-053640-6, lire en ligne), « Néo-classicisme, préromantisme. L’époque napoléonienne : Vincenzo Monti » — .
2. ↑  Vittorio Gnocchini, L'Italia dei Liberi muratori, Roma-Milano, 2005, p. 191.
3. ↑  C’est moins une traduction qu’une imitation ; l’auteur avertit dans la préface qu’il a fait disparaître « quelques passages du texte, lesquels semblent rappeler un peu vivement le temps où il a été écrit, le temps où la France n’avait que trop à se plaindre de plusieurs puissances du continent. » Ce volume, dédié à l’impératrice Joséphine, contient le texte en regard et n’embrasse que les six premiers chants, car, à cette époque, Monti n’avait pas encore donné la suite.

## Principales œuvres
- 1776 - La visione di Ezechiello
- 1779 - Prosopopea di Pericle (ode) et  Saggio di poesie
- 1781 - La bellezza dell'universo (petit poème)
- 1782 - Sciolti a Sigismondo Chigi et Pensieri d'amore
- 1783 - Versi
- 1784 - Al signor di Montgolfier (ode)
- 1787 - Aristodemo (tragédie)
- 1788 - Galeotto Manfredi
- 1793 - Bassvilliana/In morte di Ugo di Bassville (laissé inachevé)
- 1794 - Lettera di Francesco Piranesi al Signor general D. Giovanni Alcon, pamphlet clandestin
- 1797 - La Musogonia et Prometeo
- 1800 - Poesie, Dopo la battaglia di Marengo, traduction d'œuvres de Voltaire : La Pucelle d'Orléans → La pulcella d'Orleans
- 1802 - Mascheroniana/In morte di Lorenzo Mascheroni (poème) et Caio Gracco (tragédie)
- 1803 - traduction: Satire (de Persio)
- 1805 - Alla maestà di Napoleone
- 1806 - Il bardo della Selva Nera
- 1810 - traduction : Iliade (Homère)
- 1815 - Il mistico omaggio
- 1816 - Il ritorno di Astrea
- 1825 - Sulla mitologia
- 1817 - 1826 - Proposta di alcune correzioni ed aggiunte al Vocabolario della Crusca.

## Sources
- (en) Cet article est partiellement ou en totalité issu de l’article de Wikipédia en anglais intitulé « Vincenzo Monti » (voir la liste des auteurs).

- (it) Cet article est partiellement ou en totalité issu de l’article de Wikipédia en italien intitulé « Vincenzo Monti » (voir la liste des auteurs).